# Varzouga (Russie)
Varzouga est une localité rurale de l'extrême nord-ouest de la Russie au sud de la péninsule de Kola dépendant administrativement du raïon de Ter, au sud de l'oblast de Mourmansk. Sa population était de 351 habitants en 2002, de 363 habitants en 2010 et de 371 habitants en 2013.  

## Géographie
Le village est situé sur les deux rives de la Varzouga à 22 kilomètres de son embouchure dans la mer Blanche. La rive gauche du village, la plus ancienne, porte le nom de Saint-Nicolas et la rive droite de l'Assomption, du nom des églises qui s'y trouvent.
Varzouga se trouve à 140 kilomètres d'Oumba, chef-lieu du district de Ter.

## Historique
Varzouga fut autrefois la localité la plus peuplée de la péninsule de Kola, peuplée par les Pomors. La source écrite la plus ancienne date de 1466, lorsqu'un habitant de Varzouga, Timothée Ermolitchine, fait don au monastère des Solovki de ses terres des bords de la Varzouga et de ses forêts et droits de pêche du rivage de la mer Blanche. Le monastère joue un rôle primordial dans la région, depuis ses débuts. Il fait construire une dépendance à Varzouga, possède les droits de pêche du saumon dans le fleuve, et fait construire en 1491 une église de bois consacrée à saint Nicolas, protecteur des pêcheurs.
Après la chute de la république de Novgorod en 1478, la côte de Ter entre sous le pouvoir des princes de Moscou. Varzouga devient une « volost », c'est-à-dire une communauté rurale, sous la gouvernance du gouverneur de la Dvina, en résidence à Kholmogory. En 1563, le village compte 167 familles dans 124 foyers, ce qui est important à l'époque pour de telles contrées nordiques. Les terres (champs et prés) sont partagées entre la communauté rurale elle-même, différents monastères (dont celui des Solovki) et quelques propriétaires. En 1568, les environs sont touchés par une révolte contre les taxes qui est sévèrement réprimée. Sept ans après la révolte, les traces sont encore visibles, car 79 maisons rurales sont abandonnées, et l'« on ne chante plus dans les deux églises. » Au milieu du XVIIe siècle une partie des villageois part fonder le village de Tetrino et le village de Kouzomen au bord de la mer Blanche. Au début du XVIIe siècle, le village était déjà devenu propriété des monastères des Solovki et de Novospasski; mais ces droits sont abolis en 1764 par Catherine II qui confisque dans tout l'Empire les terres des monastères. Toutes les terres du village passent à la communauté paysanne dans son ensemble, sans propriété individuelle, comme cela était le plus fréquent. Le village connaît une période florissante.
Le recensement de 1897, sous le règne de Nicolas II, donne une population de 793 habitants, et celui de 1910, de 1001 habitants. Il existe alors deux écoles, l'école du ministère de l'instruction publique et l'école paroissiale.
La révolution de 1917 ne change pas grand chose à l'organisation économique du village. Ce n'est qu'en 1930 que quatorze familles se réunissent en kolkhoze, intitulé « Les Germes du Communisme ».

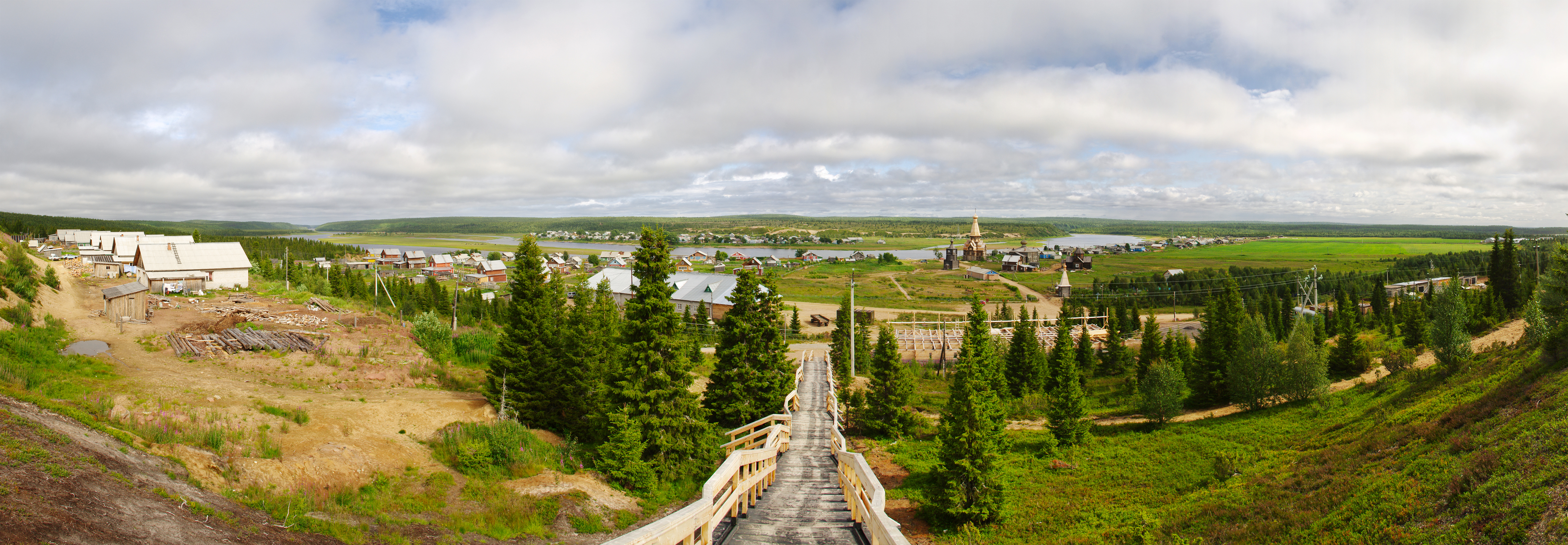
Vue panoramique

## Tourisme

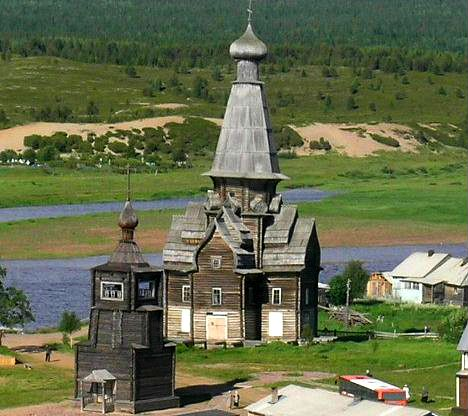
Vue de l'église de l'Assomption et du clocher devant

L'endroit est prisé des touristes étrangers et russes, notamment pour la pêche sportive au saumon atlantique qui sont ensuite relâchés. La Varzouga est libre de glaces de mai à octobre.

## Églises
Le village est fameux pour ses églises pomores construites en bois:
- L'église de l'Assomption (de la Dormition dans l'orthodoxie) (1674) se trouve sur la rive droite de la rivière. C'est une église dont le clocher est en forme de tente. Ce type d'architecture est répandu dans le grand nord de la Russie et n'existe nulle part ailleurs. Comme beaucoup d'autres églises de bois du nord russe, elle est construite sans aucun clou. Elle mesure 34 mètres de hauteur et la surface intérieure pour les fidèles est de 70 m2. La consécration de l'iconostase (avec des anges sculptés) qui comporte 84 icônes a lieu le 3 août 1677, trois ans après la fin de la construction de l'église. Les plafonds sont recouverts de fresques représentant le ciel. Elle est inscrite au patrimoine historique et restaurée en 1973. Elle est retournée au culte orthodoxe en 1996. Comme les autres églises du village, elle dépend de l'éparchie de Severomorsk.

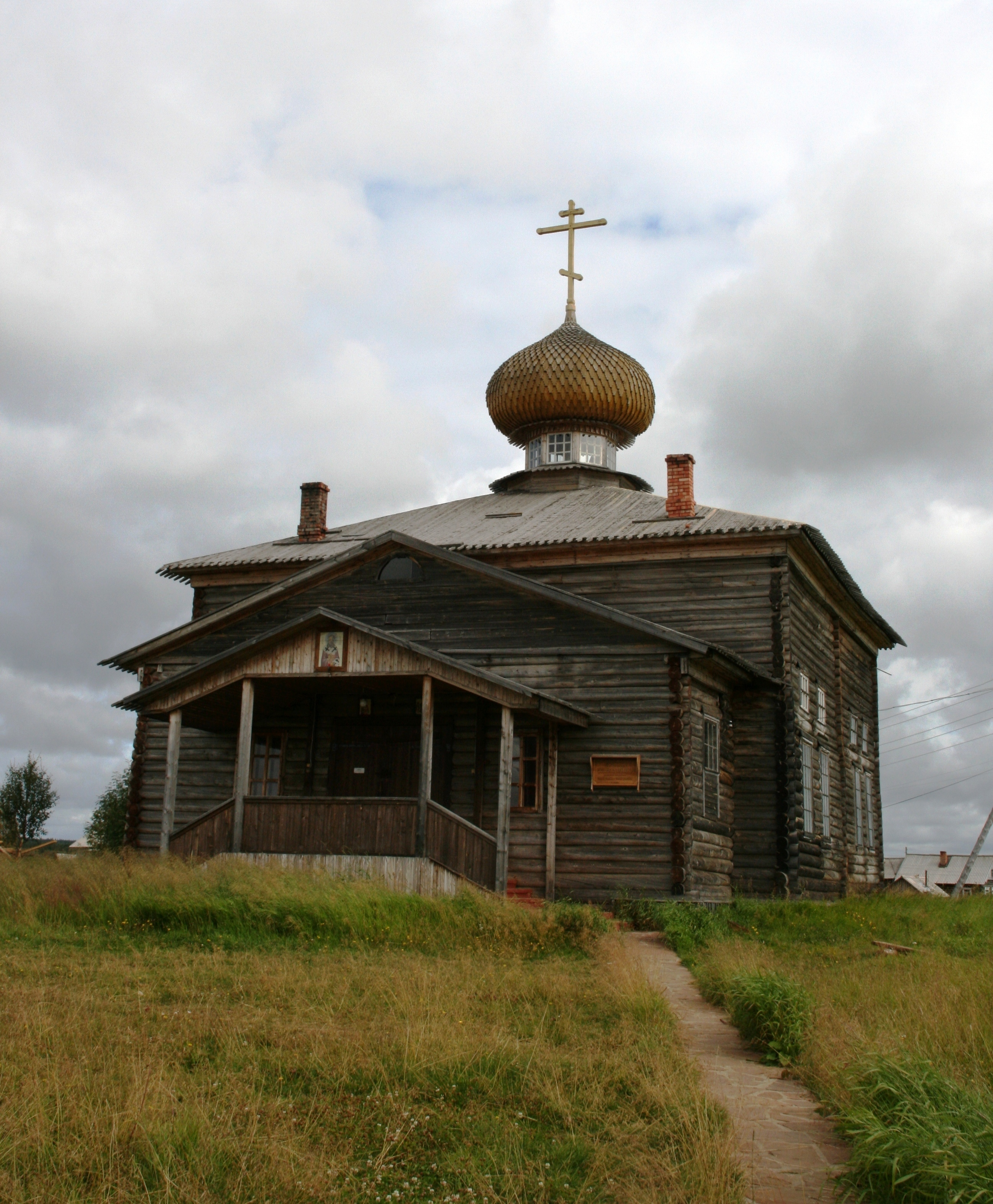
L'église Saint-Athanase

- L'église Saint-Athanase se trouve aussi sur la rive droite. Elle est consacrée à saint Athanase le Grand et fut fondée par le monastère des Solovki à la fin du XVe siècle. L'église actuelle date de 1854. Elle a été fermée par les autorités communistes en 1932, pour en faire un atelier de couture, puis le club du village. Elle est retournée au culte en 1999. C'est l'église du village où les services ont lieu de façon régulière.
- Le clocher se trouve sur la rive droite et a été construit en même temps que l'église de l'Assomption, en forme de tente, mais il a été détruit en 1939. Le clocher actuel est une réplique de 2001 avec des cloches fondues dans l'Oural.
- L'église Saint-Nicolas se trouve sur la rive gauche et a été construite par le monastère des Solovki. Il est possible selon certains historiens que ce soit la première église orthodoxe de la péninsule de Kola. L'édifice actuel date du XVIIIe siècle. Elle est fermée dans les années 1930 et sert d'entrepôt kolkhozien.
- L'église Saints-Pierre-et-Paul a été construite en 1864 et elle est restée ouverte au culte plus longtemps que les autres. Elle sert de nouveau aujourd'hui à quelques cérémonies.
- La chapelle de la source de Saint-Vladimir se trouve à 3 kilomètres du village
- La chapelle du saint moine anonyme de Ter été construite en 2003 à l'emplacement d'une ancienne chapelle[2] qui se trouvait à l'emplacement de la tombe d'un ancien saint ermite du XVIIe siècle, demeuré anonyme, et où les familles des pêcheurs allaient prier autrefois en pèlerinage pour la protection des marins. Elle se trouve à environ vingt kilomètres du village, sur la côte de Ter au bord de la mer Blanche.

## Source
- (ru) Cet article est partiellement ou en totalité issu de l’article de Wikipédia en russe intitulé « Варзуга (село) » (voir la liste des auteurs).